# Camillo Schumann
Camillo Schumann (Königstein 10 maart 1872 - Bad Gottleuba 29 december 1946) was een Duits componist, pianist en organist.

## Leven
Camillo Schumann stamde uit een muzikale familie, die ondanks de naam géén relatie had met de beroemde Robert Schumann. Camillo's vader Clemens (1839-1918) was als Sohn des Stadtmusikdirektor in Königstein, zijn broer Georg was eveneens componist en zijn andere broers Alfred en Clemens junior werkten als violisten in respectievelijk Bremen en Dresden.
Zijn eerste muzieklessen kreeg de jonge Camillo, net als zijn broers, van vader Clemens. In 1889 bezocht hij, als orgel- en compositieleerling, het conservatorium in Dresden, maar Schumann verwisselde dit al spoedig voor Leipziger Conservatorium, waar Carl Reinecke, Salomon Jadassohn, Bruno Zwintscher en Paul Homeyer  tot zijn docenten behoorden. Van 1894 tot 1895 was hij nog leerling van Woldemar Bargiel en Robert Radecke in Berlijn. 
Al in Berlijn werd hij organist van verschillende kerken, maar pas na het beëindigen van zijn studie kreeg hij een eerste vaste aanstelling, als organist in Eisenach. In 1906 werd hij vanwege zijn verdiensten in het Groothertogdom Saksen benoemd tot Großherzoglich Sächsischer Musicdirector und Hoforganist.
In Eisenach nam Camillo Schumann intensief deel aan het plaatselijke muziekleven en organiseerde hij orgel- en kamerconcerten. Hij besteedde er veel aandacht aan het werk van Johann Sebastian Bach, die immers ook in Eisenach had gewerkt.
Vanaf 1914 woonde hij in Bad Gottleuba in de Sächsische Schweiz, waar hij tot zijn dood bleef wonen. Hij wijdde zich in de tussenliggende jaren vooral aan het componeren in een laatromantische stijl.

## Werken
selectie

### Cellosonates
- Cellosonate Nr. 1 op. 59
- Cellosonate Nr. 2 op. 99
- Cellosonate Nr. 3 op. 118a

### Koorwerken
- Mägdlein saß im Wald und Moos op. 25
- Sechs heitere Lieder op. 33
- Vijf liederen op. 37a
- Lobgesang-Psalm op. 70
- Zes liederen op. 73
- Twee koren op. 87

### Viool en piano of orgel
- Zwei Vortragsstücke, op. 17
- Twee stukken op. 35
- Vier stukken op. 109
- Drie stukken op. 122
- Zes stukken op. 139
- Twee stukken op. 146
- Drei Vortragsstücke

### Overige kamermuziek
- Vioolsonate Nr. 1 (zonder opusnummer)
- Vioolsonate Nr. 2 op. 40a
- Vioolsonate Nr. 3 op. 78
- Vioolsonate Nr. 4 op. 124
- Vioolsonate Nr. 5 op. 151
- Pianotrio Nr. 1 op. 34
- Pianotrio Nr. 2 op. 88
- Pianotrio Nr. 3 op. 93
- Hobosonate op. 105
- Hoornsonate Nr. 1 op. 118b
- Hoornsonate Nr. 2 o.op.
- Fluitsonate op. 123a
- Klarinetsonate Nr. 1 op. 112
- Klarinetsonate Nr. 2 op. 134
- Klarinetsonate Nr. 3 o.op.
- Strijkkwartet in c kl.t., op. 41
- Twee stukken voor strijkkwartet
- Strijkkwartet in D gr.t.

### Piano
- Sechs charakteristische Fantasiestücke op. 12a
- Fünf kleine instruktive Klavierstücke für die Jugend op. 14
- Drei Klavierstücke op. 15a
- Acht lyrische Tonstücke in Walzerform op. 18
- Skizzen aus dem Thüringer Wald op. 23
- Sechs kleine Vortragsstücke für die Jugend op. 28
- Zehn Klavierstücke op. 39
- Vier Klavierstücke op. 45a
- Acht Fantasiestücke op. 45b
- Die Jahreszeiten op. 56
- Sechs Klavierstücke op. 63
- Fünf Klavierstücke op. 66
- Hausmusik op. 71
- Thema met twaalf variaties
- Acht Fantasiestücke op. 97
- Vier Klavierstücke op. 102
- Klavierstücke op. 116
- Vier Klavierstücke op. 120
- Fünf Klavierstücke op. 127
- Sechs Klavierstücke op. 129
- Acht Klavierstücke op. 136
- Fünf Klavierstücke op. 141
- Sechs Klavierstücke an Thekla op. 145
- Vier Klavierstücke op. 149

### Orkestwerken
- Larghetto op. 19a
- Vioolconcert in d kl.t. op. 27
- Andante en Capriccio op. 36
- Drie stukken voor strijkorkest op. 44
- Fantasiestück voor viool en klein orkest
- Romance voor viool en orkest
- Fantasiestück voor klarinet en orkest
- Sinfonisches Andante cantabile
- Capriccio voor fluit en strijkers
- Serenade voor fluit en strijkorkest

### Orgelwerken
- Orgelsonate Nr. 1 op. 12
- Orgelsonate Nr. 2 op. 16
- Orgelsonate Nr. 3 op. 29
- Orgelsonate Nr. 4 op. 67
- Orgelsonate Nr. 5 op. 40
- Orgelsonate Nr. 6 op. 110
- Twee Koraalfantasieën op. 8
- Fantasie en Fuga over "Eine feste Burg" op. 10
- Postludium bij "O dass ich tausend Zungen hätte" op. 22
- Concert-Präludium und Fuge zu dem Choral "Nun danket alle Gott" op. 100
- Twee preludia en fuga's op. 123
- talrijke koraalvoorspelen
- Serenade voor Fluit en strijkorkest
- Sonate voor harmonium op. 103

- Bibliothèque nationale de France: cb14840292z (data)
- Gemeinsame Normdatei: 124344968
- International Standard Name Identifier: 0000 0000 5513 5552
- Library of Congress Control Number: n81127883
- MusicBrainz: d6b21551-f573-4764-b02d-a096add1cc1e
- Nederlandse Thesaurus van Auteursnamen: 097223387
- Virtual International Authority File: 19866957
- WorldCat: E39PBJhd7bg87WcDVkbdmmxkXd